# 市橋站 (岐阜縣)
市橋站（日语：／ Ichihashi eki */?）是位於岐阜縣大垣市南市橋町，西濃鐵道市橋線的車站。曾經為市橋線的終點站，現已廢除。在戰前部分時期為客運車站。
當初此站會運送石灰石。西濃鐵道當初也只有貨運業務。但是在戰前至戰爭期間的1930年（昭和5年）至1945年（昭和20年）之間曾經設有客運業務，當時鐵道省首次使用汽油客運列車，從鐵道省東海道本線支線（大垣站至美濃赤坂站之間）駛入至此站。由於美濃赤坂站內配線關係，駛入市橋線的旅客列車不會經過美濃赤坂站月台，旅客列車會通過該站。
後來結束客運業務後，此站繼續以貨運車站繼續營業，在1989年起實質已經暫停服務，在2006年（平成18年）正式廢除。

## 歷史
- 1928年（昭和3年）12月17日 - 美濃赤坂至此站之間開通，此站啟用[2]。當初只有貨運業務[3]。
- 1930年（昭和5年）2月1日 - 美濃赤坂至此站之間開設客運業務。來自國鐵線的汽站列車會直通至此站[4][5]。大垣至此站之間只有7個往返班次。
- 1934年（昭和9年）5月 - 赤坂本町至此站之間的客運業務申請暫停服務，但是不獲受理。
- 1935年（昭和10年）6月16日 - 赤坂本町至此站之間的客運業務終止。自此此站只有貨運業務[6]。
- 2006年（平成18年）3月31日 - 猿岩至此站之間廢除，此站成為廢站[2]。

## 車站構造
在客運車站時代，站內的客運設施不詳。推測站內只有1面1線的月台。在貨運實質上暫停的時期，站內設有本線和3條側線。站內設有裝載石灰石的料斗。在引込線上停泊了鐵路貨車和緩急車。
| ← 美濃赤坂站    | 乙女坂站、猿岩站、市橋站站內配線變遷 |  |
| 图例 参考文献： |                                      |  |

## 車站周邊
- 河合石灰工業
- 清水工業市橋工場
- 國道417號（日语：国道417号）
- 杭瀨川（日语：杭瀬川）

## 現況
除了路軌外的所有設施均已拆除。現時剩餘的路軌也正在順序地拆除。

## 相鄰車站
西濃鐵道
市橋線
（貨）猿岩－（貨）市橋

## 注腳
1. ↑  昭和12年10月1日現在鉄道停車場一覧 - 國立國會圖書館近代數碼圖書館
2. 1 2  今尾惠介（監修）.  7 東海. 新潮社. 2008: 40. ISBN 978-4-10-790025-8 （日语）.
3. ↑  「地方鉄道運輸開始」《官報》1928年12月24日 - 國立國會圖書館數碼化收藏
4. ↑  《鉄道省年報. 昭和4年度》 - 國立國會圖書館近代數碼圖書館
5. ↑  《地方鉄道及軌道一覧 : 附・専用鉄道. 昭和10年4月1日現在》 - 國立國會圖書館近代數碼圖書館
6. ↑  「鉄道旅客運輸廃止実施」《官報》1935年6月29日 - 國立國會圖書館數碼化收藏
7. ↑  清水武《西濃鐵道》，Neko出版，2007年10月，23頁。 ISBN 978-4777052226
8. ↑  川島令三，《東海道ライン 全線・全駅・全配線 第5巻 名古屋駅 - 米原エリア》，p21， 講談社，2009年7月，ISBN 978-4062700153）